# Green Isle (Minnesota)
Green Isle – miasto w Stanach Zjednoczonych, w stanie Minnesota, w hrabstwie Sibley.